# Armorial de las familias vascas

Escudo del Zazpiak Bat (Las siete, una), diseñado en 1894 por Jean Jaurgain, que reclama la unión política de los siete territorios donde se manifiesta la cultura vasca, que se corresponden con el espacio geográfico y cultural denominado «Euskal Herria» (en castellano: país del euskera): Álava, Guipúzcoa, Vizcaya, Navarra, Baja Navarra, Labort y Sola.

Debido a la cantidad, el armorial de las familias vascas se subdivide en varias páginas, estas describen el escudo de armas (figuras y blasones) de las familias del País Vasco. Todos los blasones vienen del libro Armorial of the Basque Country, de Hubert Lamant-Duhart (J & D Editions con ISBN 2-84127-121-8), que también cita otras fuentes.

## Índice
- A-Ak
- Al-Ap
- Ar-Az
- Ba-Beo
- Ber-Beu
- Bi-Bu
- Ca-Ce
- Ch-Cu
- D
- Eb-Er
- Es-Ez
- F
- Gab-Gal
- Gam-Gar
- Gas-Gor
- Got-Gur
- H
- Ib-In
- Ip-Ir
- Is-Iz
- J
- Laa-Lar
- Las-Lez
- Lib-Luz
- Ma-Me
- Mi-Mu
- N
- Oa-On
- Op-Oz